# Helen Kane

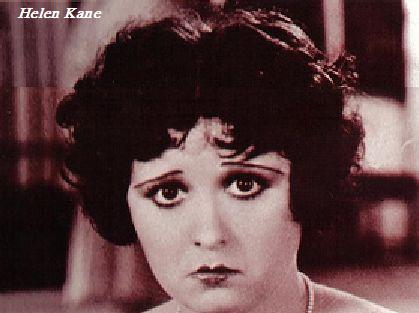
Helen Kane

Helen Kane (* als Helen Clare Schroeder, 4. August 1903 in der Bronx; † 26. September 1966 in Queens) war eine US-amerikanische Schauspielerin und Sängerin. Sie war insbesondere für den Song I Wanna Be Loved by You bekannt.

## Leben und Karriere
Kane war die Tochter deutsch-irischer Einwanderer und trat schon mit 15 Jahren auf der Bühne auf, mit den Marx Brothers in On the Balcony. In den 1920er Jahren tourte sie im Vaudeville als Sängerin und Tänzerin, unter anderem mit einer All Jazz Revue. 1921 begannen ihre Broadway-Engagements. Unter anderem sang sie mit dem Vokaltrio Three X-Sisters (damals Hamilton Sisters and Fordyce – sie war Zimmergenossin von Jessie Fordyce aus dem Trio). Ihren Durchbruch hatte sie 1927 mit dem Musical A Night in Spain am Broadway. Der Song That’s My Weakness Now, den sie im Paramount Theater am Times Square sang, wurde 1928 ein Hit für sie. Da sie mit dem Scat-Gesang boop-boop-a-doop interpolierte, ein Refrain, der auch an ihr als Spitzname hängenblieb (Boop-boop-a-doop Girl, Titel einer EP von ihr bei MGM 1954).
Im selben Jahr 1928 hatte sie ihren größten Erfolg in Good Boy von Oscar Hammerstein mit dem Song I Wanna Be Loved By You von Harry Ruby und Bert Kalmar. Sie erhielt Spitzengagen und wurde Ende der 1920er Jahre zu einer Kultfigur. Eine gewisse äußere Ähnlichkeit legten ein Vorbild für die Comicfigur Betty Boop der Fleischer Studios nahe – sie war relativ klein und füllig mit gekräuseltem schwarzen Haar, rundem Gesicht und großen braunen Augen. Ihre Stimme war in einer Jungmädchen-Tonlage mit einer Mischung aus Koketterie und scheinbarer Naivität, dazu mit leichtem Bronx-Akzent. Gegen die Ähnlichkeit mit dem Cartoon zog sie 1932 vor Gericht gegen Fleischer und Paramount (die Betty Boop in sogenannten Talkartoons verbreiteten), unterlag aber am Ende. Die Beklagten konnten vor Gericht zeigen, dass andere Sänger die Phrase Boop-boop-a-doop schon vorher benutzten. Helen Kane sah in der Comicfigur eine unfaire Konkurrenz, die ihr bei ihrem eigenen Filmstudio den Einsatz bei den Novelty-Nummern, für die sie bekannt war, nahm.
Ihre klare Diktion und das gute Timing beim Singen hatte sie aus der Bühnenerfahrung im Vaudeville. Neben Scat verwendete sie auch den damals im Berlin der Weimarer Republik fashionablen Sprechgesang. Ende der 1920er und Anfang der 1930er Jahre spielte sie auch in mehreren Filmen von Paramount Pictures. Unter anderem das College-Musical Sweetie (1929) mit Hits wie The Prep Step und He´s so unusual. Eine Hauptrolle hatte sie in Dangerous Nan McGrew von 1930 (produziert von Mack Sennett), in der sie eine Entertainerin in einer reisenden Medicine Show spielte. Ein weiterer Film war das Film-Musical Pointed Heels (1929) mit William Powell und Fay Wray.
Ihre Zeit war mit Beginn der Großen Depression Anfang der 1930er Jahre vorbei. Sie hatte noch hin und wieder Auftritte, so in der Ed Sullivan Show im Fernsehen bis in die 1960er Jahre.
Sie war dreimal verheiratet, in erster Ehe ab 1924 mit dem Kaufhausbesitzer Joseph Kane, die nach einem Jahr effektiv beendet war, und in zweiter Ehe noch kürzer mit dem Schauspieler Max Hoffman (1932/33). Seit 1939 war sie mit Dan Healy verheiratet, mit dem sie in New York ein Restaurant hatte. 1956 bekam sie Brustkrebs, den sie die nächsten zehn Jahre (mit vielen Bestrahlungen) letztlich vergeblich bekämpfte. Die Ehen blieben kinderlos.